# 1997년 프랑스 총선
1997년 프랑스 총선은 총 577석의 프랑스 국민회의 의원들을 선출하기 위해 1997년 5월 25일에 1차 투표가, 6월 1일에 2차 투표가 실시되었다. 1차 투표에서는 25,423,790명이, 2차 투표에서는 25,626,329명이 투표에 참여하였다.
1995년 대선에서 당선된 자크 시라크는 집권 이후 불경기와 여러 정책 갈등으로 인해 지지도가 하락하게 되었다. 시라크는 이 상황을 해결하기 위해 1998년에 실시될 총선은 1년 앞당겨 정국에 대한 자신의 신임을 묻게 되었다. 여당인 공화당연합의 알랭 쥐페 총리는 선거에 전면적으로 나왔지만 오히려 당의 인기만 하락시켰다. 한편 대선으로인해 당권을 거머쥔 사회당의 리오넬 조스팽은 정권 심판으로 선거전을 이끌었다.
선거 결과, 공화국연합은 1993년 총선으로 프랑스 민주연합과 함께 가졌던 절대 우위를 잃고 2당으로 전락하였다. 3당이던 사회당은 1993년 총선 참패를 딛고 다시 1당에 올랐다. 사회당과 공화국연합 모두 과반수에 부족하였으나 사회당은 프랑스 공산당과 녹색당과의 연정으로 과반수를 거머쥐었다. 시라크는 이 총선 결과를 받아들이고 조스팽을 총리로 입각시킨 제3차 동거 정부를 출범하였다.

## 선거 결과
1997년 5월 25일,6월 1일 프랑스 국민의회 선거결과
|                     | 사회당 (Parti socialiste)                          | PS            | 5,977,045  | 23.49% | 9,722,022  | 38.20%  | 255 | 44.19% |  |  |  |  |
|                     | 공산당 (French Communist Party)                    | PCF           | 1,792,923  | 9.92%  | 921,716    | 3.62%   | 35  | 6.07%  |  |  |  |  |
|                     | 프랑스 녹색당 (The Greens (France))                | LV            | 1,738,287  | 6.38%  | 828,916    | 1.63%   | 7   | 1.21%  |  |  |  |  |
|                     | 기타 좌파 (Divers gauche)                          | DVG           | 713,082    | 2.80%  | 709,409    | 2.14%   | 4   | 0.69%  |  |  |  |  |
|                     | 좌파급진당 (Parti radical de gauche)               | PRG           | 263,490    | 1.53%  | 538,324    | 2.20%   | 12  | 2.08%  |  |  |  |  |
|                     | 시민 공화당 운동 (Citizen and Republican Movement) | MDC           | 1,738,287  | 1.04%  | see DVG    | see DVG | 7   | 1.21%  |  |  |  |  |
| 여당 (좌파)         | 여당 (좌파)                                        | 여당 (좌파)   | 11,605,091 | 45.61% | 12,161,357 | 47.79%  | 320 | 55.45% |  |  |  |  |
|                     | 공화국연합 (Union pour un mouvement populaire)     | RPR           | 3,983,257  | 15.65% | 5,714,354  | 22.46%  | 139 | 24.09% |  |  |  |  |
|                     | 프랑스 민주연합 (Nouveau Centre)                   | UDF           | 3,617,440  | 14.22% | 5,284,203  | 20.07%  | 112 | 19.41% |  |  |  |  |
|                     | 기타 우파 (Divers droite)                          | DVD           | 1,073,014  | 4.22%  | 594,862    | 2.34%   | -   | -      |  |  |  |  |
|                     | 프랑스 운동 (Parti radical)                        | LDI           | 606,355    | 2.38%  | see DVD    | see DVD | 2   | 0.34%  |  |  |  |  |
| 우파                | 우파                                               | 우파          | 9,280,066  | 36.50% | 11,593,419 | 46.02%  | 229 | 43.84% |  |  |  |  |
|                     | 국민전선 (Front national)                          | FN            | 3,800,785  | 14.94% | 842,684    | 3.66%   | 1   | 0.17%  |  |  |  |  |
|                     | 기타 극우                                          | ExD           | 26,759     | 0.11%  | -          | -       | -   | -      |  |  |  |  |
|                     | 기타 극좌                                          | ExG           | 644,051    | 2.53%  | -          | -       | -   | -      |  |  |  |  |
|                     | 기타 (Autres)                                      | AUT           | 354,249    | 1.39%  | ?          | ?       | 3   | 0.52%  |  |  |  |  |
|                     |                                                    |               |            |        |            |         |     |        |  |  |  |  |
| 계                  | 계                                                 | 계            | 25,952,550 | 100%   | 23,029,183 | 100%    | 577 | 100%   |  |  |  |  |
|                     |                                                    |               |            |        |            |         |     |        |  |  |  |  |
| 투표 / 투표율       | 투표 / 투표율                                      | 투표 / 투표율 | 26,373,299 | 32.09% | 23,957,594 | 28.48%  |     |        |  |  |  |  |
| 기권                | 기권                                               | 기권          | 42,689,085 | 67.91% | 44,968,527 | 72.52%  |     |        |  |  |  |  |
| 등록유권자          | 등록유권자                                         | 등록유권자    | 69,062,384 |        | 68,926,121 |         |     |        |  |  |  |  |
|                     |                                                    |               |            |        |            |         |     |        |  |  |  |  |
| 출처: 프랑스 내부무 |                                                    |               |            |        |            |         |     |        |  |  |  |  |

## 원내 의석수
다음 목록은 1997년 6월 1일 2차투표 직후 제11대 프랑스 의회의 정당별 의석수이다.
| 그룹 | 그룹               | 의원수 | 대의원 | 합계 |
| ---- | ------------------ | ------ | ------ | ---- |
|      | 사회당파           | 242    | 8      | 250  |
|      | 공화국연합파       | 136    | 6      | 140  |
|      | 민주연합파         | 107    | 6      | 113  |
|      | 공산당파           | 34     | 2      | 36   |
|      | 급진-시민-녹색당파 | 33     | 0      | 33   |
|      | 무소속             | 5      | 0      | 5    |
|      | 총합               | 555    | 22     | 577  |

## 같이 보기
- 프랑스 의회